# Eoraptor
Az Eoraptor (jelentése „hajnali rabló”, az ógörög eos/εως „hajnal”, „reggel” és a latin raptor „rabló” vagy „fosztogató” szavak összetételéből) az egyik legkorábbi dinoszaurusznem. Két lábon járó húsevő volt, amely késő triász korban élt, mintegy 230–225 millió évvel ezelőtt, a mai Argentína északnyugati részén. Több jó állapotban megőrződött fosszília alapján ismert, típusfaját az Eoraptor lunensist a Hold völgyében (Valle de la Luna) találták meg (a latin lunensis szó jelentése „holdbéli”). Az őslénykutatók úgy vélik, hogy az Eoraptor hasonlít valamennyi dinoszaurusz közös őséhez.

## Anatómia és viselkedés
Teste vékony és nagyjából 1 méter hosszú volt, a becslés alapján a tömege 10 kilogramm körül lehetett. Hátsó lábait ujjonjáró (digitigrad) módon használva futott. Mellső lábai a hátsók hosszának felét érték el és öt ujj volt rajtuk. Közülük a három leghosszabb nagy, a zsákmány megragadására szolgáló karmokkal volt ellátva. A tudósok feltételezése szerint a negyedik és az ötödik ujj túl vékony volt ahhoz, hogy a vadászat során az állat használhassa.
Az Eoraptor feltehetően többnyire kis méretű állatokkal táplálkozott. Gyors futó volt, a zsákmány elfogásához és szétszaggatásához karmait és fogait használhatta. Húsevő és növényevő fogakkal is rendelkezett, így feltehetően mindenevő volt.

## Felfedezés és eredet

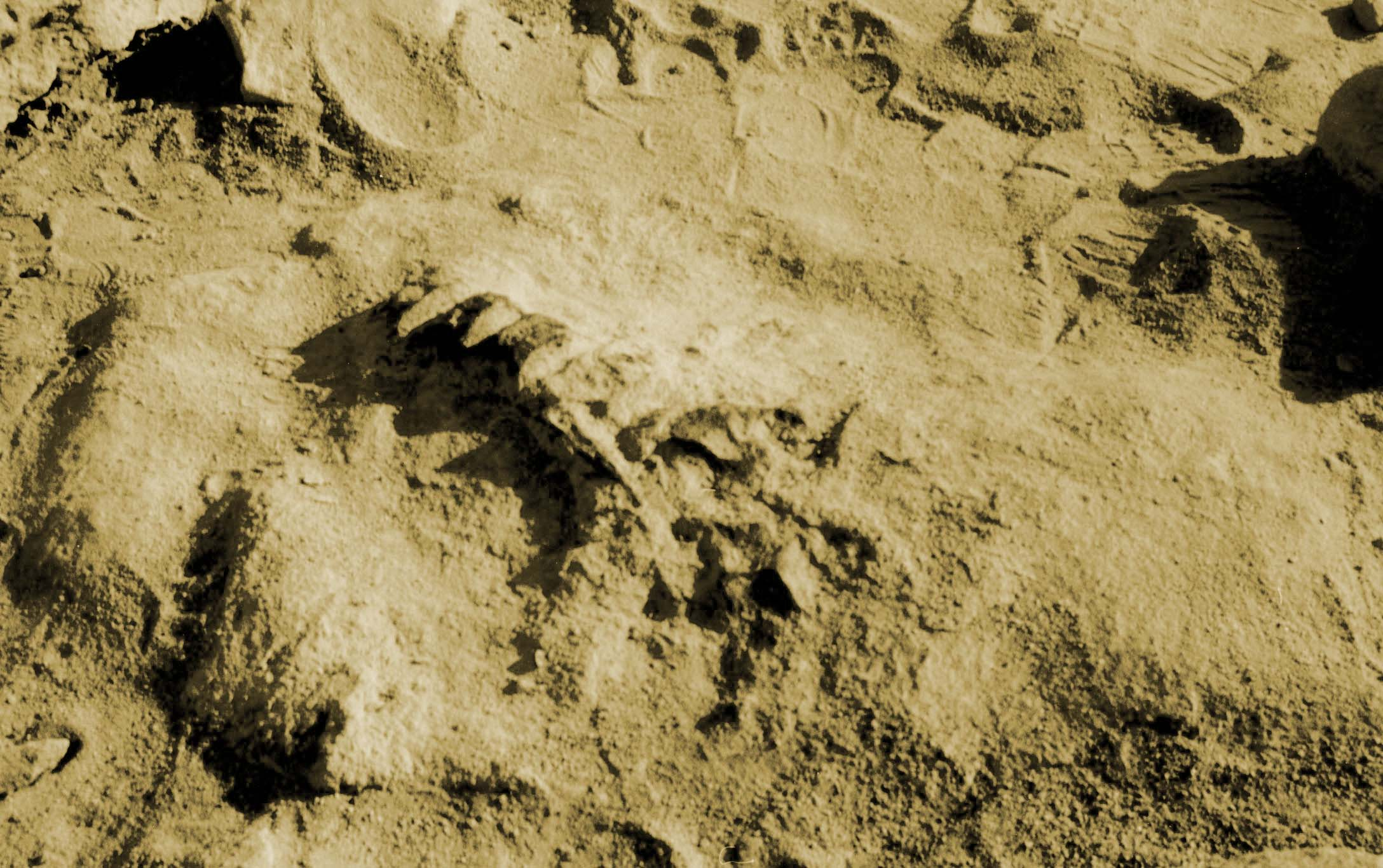
Egy Eoraptor lunensis gerince és mellső végtagja az argentínai Valle de la Luna talajában

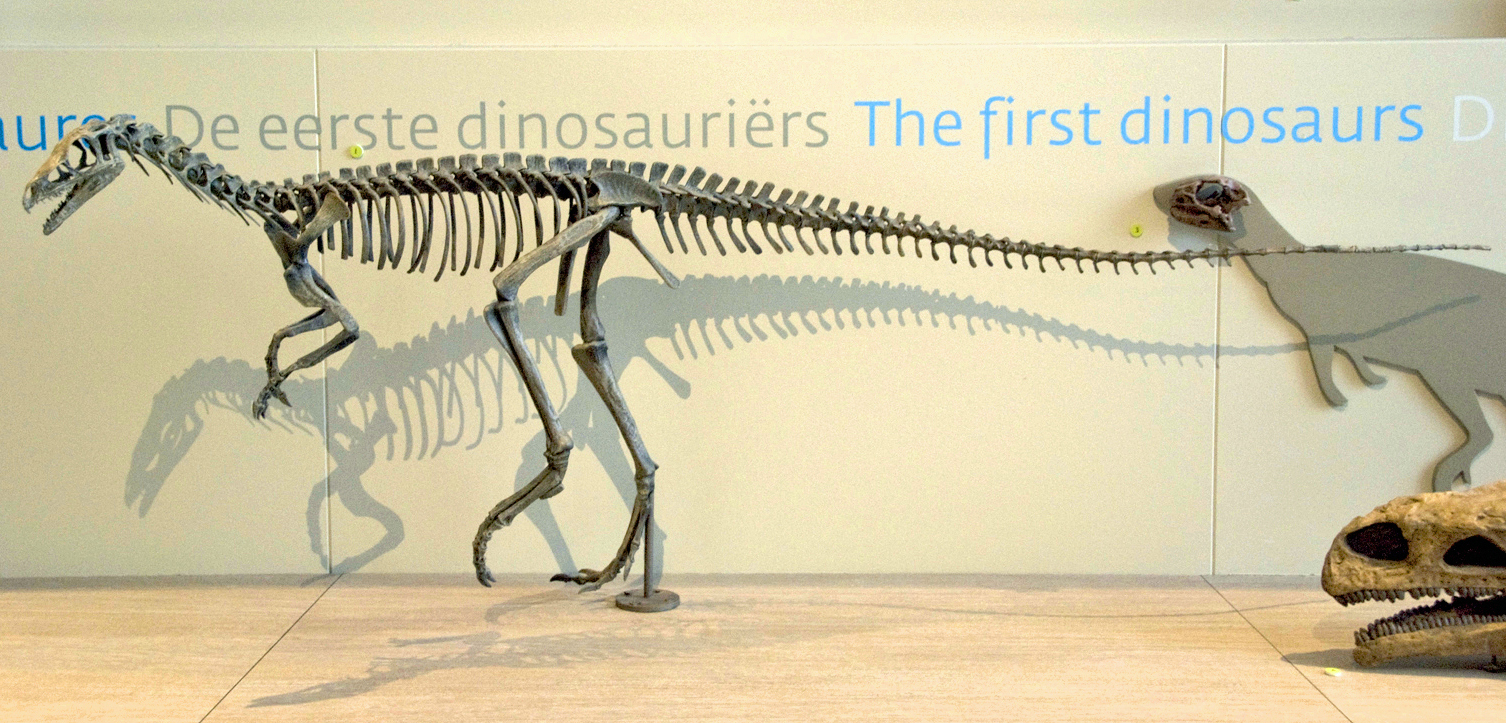
Az Eoraptor másolata Brüsszelben

E kezdetleges dinoszaurusz maradványaira elsőként a San Juani Egyetem őslénykutatója, Ricardo Martínez és a Chicagói Egyetemen dolgozó kollégája, Paul Sereno talált rá 1991-ben, az Argentínai Ischigualasto medencében, egy Sereno által vezetett expedíción. A késő triász korban ez a terület egy folyóvölgy volt, de napjainkra sivataggá vált. Az Eoraptort az Ischigualasto-formációban fedezték fel, ugyanott, ahol a Herrerasaurusra, a korai theropodára is rábukkantak. 1993-ban Paul Sereno megállapította, hogy ez az egyik legkorábbi dinoszaurusz. A korát számos tényező alapján határozta meg, melyek között azon egyedi, főként ragadozó jellemzők hiánya is szerepelt, melyek a későbbi nagyobb dinoszaurusz csoportoknál megtalálhatók. A későbbi húsevőktől eltérően nem rendelkezett azokkal az állkapocshoz tartozó csúszó ízületekkel, amelyek a nagyobb zsákmány megtartását szolgálták. Emellett a fogai, ellentétben a későbbi húsevőkével, csak részben voltak görbék és recés felületűek.
Az Eoraptor a dinoszauruszok egyik nagy csoportjához, a hüllőmedencéjűekhez tartozik. Csípőjének felépítése a ma élő gyíkokéhoz hasonlít.

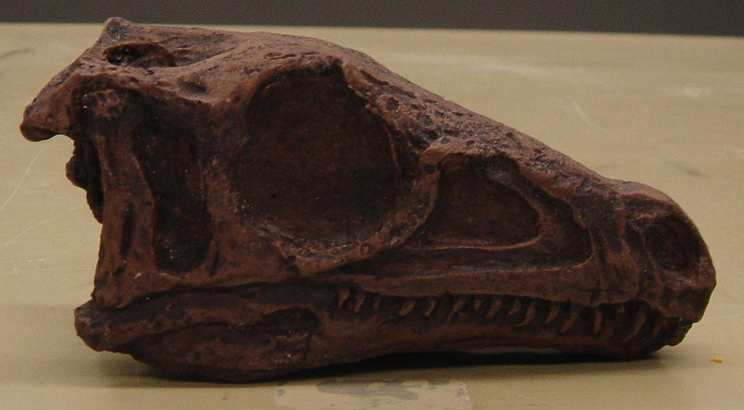
Az Eoraptor koponyája

A tény, hogy növényevő fogakkal és öt teljesen kifejlett ujjal rendelkezett, arra vezette a tudósokat, hogy az Eoraptort a Herrerasaurusnál korábbinak tekintsék. Csak egyes újabb, Madagaszkáron felfedezett prosauropodákat tartanak még régebbinek. Lehetséges hogy a Staurikosaurus még ősibb, de ennek esélye kevésbé nagy. Úgy tűnik, hogy a Staurikosaurus olyan közös jellemzőkkel rendelkezik, amelyek a prosauropodáknál és a theropodáknál egyaránt megtalálhatók, emiatt kérdésessé vált, hogy mennyire volt kezdetleges az Eoraptor a többi dinoszauruszhoz képest.

## Fordítás
- Ez a szócikk részben vagy egészben  az   Eoraptor című angol Wikipédia-szócikk ezen változatának fordításán alapul.  Az eredeti cikk szerkesztőit annak laptörténete sorolja fel. Ez a jelzés csupán a megfogalmazás eredetét és a szerzői jogokat jelzi, nem szolgál a cikkben szereplő információk forrásmegjelöléseként.